# Hillhead (South Ayrshire)
Hillhead (también, Hill Head) es una localidad situada en la parroquia civil de Coylton, en South Ayrshire, Escocia (Reino Unido). Tiene una población estimada, a mediados de 2020, de 570 habitantes.
Está ubicada al suroeste de Escocia, cerca de la costa del fiordo de Clyde y al suroeste de Glasgow.